# NGC 2577
NGC 2577 ist eine elliptische Galaxie vom Hubble-Typ E-S0 im Sternbild Krebs auf der Ekliptik. Sie ist schätzungsweise 89 Millionen Lichtjahre von der Milchstraße entfernt.
Das Objekt wurde am 16. November 1784 von Wilhelm Herschel entdeckt.